# Route nationale 77 (Estonie)
Pour les articles homonymes, voir Route nationale 77.
La route nationale 77 (Tugimaantee 77) est une route nationale estonienne reliant Kuressaare à Läbara. Elle mesure 47,4 km.

## Tracé
- Comté de Saare
  - Kuressaare
  - Laheküla
  - Nasva
  - Mändjala
  - Keskranna
  - Järve
  - Tehumardi (en)
  - Salme
  - Üüdibe
  - Läätsa (en)
  - Imara
  - Mõisaküla (en)
  - Anseküla (en)
  - Kaimri
  - Hindu
  - Vintri (en)
  - Mässa
  - Lõupõllu
  - Kaavi
  - Mäebe
  - Mõntu
  - Hänga
  - Läbara